# Агва-Дульсе (округ Нюесес, Техас)
Агва-Дульсе (англ. Agua Dulce) — місто (англ. city) в США, в окрузі Нюесес штату Техас. Населення — 685 осіб (2020).

## Географія
Агва-Дульсе розташована за координатами 27°46′58″ пн. ш. 97°54′35″ зх. д. / 27.78278° пн. ш. 97.90972° зх. д. (27.782730, -97.909850).  За даними Бюро перепису населення США в 2010 році місто мало площу 0,88 км², уся площа — суходіл.

## Демографія
Згідно з переписом 2010 року, у місті мешкало 812 осіб у 253 домогосподарствах у складі 209 родин. Густота населення становила 919 осіб/км².  Було 285 помешкань (323/км²).
Расовий склад населення:
| - 84,2 % — білих - 1,5 % — чорних або афроамериканців - 0,6 % — азіатів - 0,1 % — корінних американців - 11,6 % — осіб інших рас |

До двох чи більше рас належало 2,0 %. Частка іспаномовних становила 74,9 % від усіх жителів.
За віковим діапазоном населення розподілялося таким чином: 32,3 % — особи молодші 18 років, 55,8 % — особи у віці 18—64 років, 11,9 % — особи у віці 65 років та старші. Медіана віку мешканця становила 33,8 року. На 100 осіб жіночої статі у місті припадало 92,0 чоловіків;  на 100 жінок у віці від 18 років та старших — 89,7 чоловіків також старших 18 років.
Середній дохід на одне домашнє господарство  становив 54 326 доларів США (медіана — 43 958), а середній дохід на одну сім'ю — 60 455 доларів (медіана — 54 779). За межею бідності перебувало 19,7 % осіб, у тому числі 30,6 % дітей у віці до 18 років та 15,5 % осіб у віці 65 років та старших.
Цивільне працевлаштоване населення становило 378 осіб. Основні галузі зайнятості: сільське господарство, лісництво, риболовля — 21,4 %, освіта, охорона здоров'я та соціальна допомога — 18,8 %, роздрібна торгівля — 15,3 %.